# Autoroute A8 (Francia)
L'autoroute A8, detta La Provençale è un'autostrada francese.
Collega Aix-en-Provence (dove si collega alla A7) con Mentone (confine di Stato) attraversando la Provenza e la Costa Azzurra.
Il suo prolungamento in territorio italiano è la A10.

## Tracciato
L'A8 è un'estensione della A7 che inizia a ovest di Aix-en-Provence a La Fare-les-Oliviers. L'autostrada passa per i dipartimenti di Bocche del Rodano, Varo e Alpi Marittime. Essa serve le città di Aix-en-Provence, Fréjus, Saint-Raphaël, Cannes, Antibes, Nizza, Monaco e Mentone, prima di attraversare il confine dove diventa l'autostrada italiana A10.
Essa attraversa la montagna di Sainte-Balsam e il Massiccio dei Maures, tra Aix-en-Provence e Fréjus, e il Massiccio dell'Esterel tra Saint-Raphaël e Cannes. Seguendo la Grande Corniche, la strada offre bellissimi panorami sul mare tra Nizza e Mentone.

## Caratteristiche
- 2x3 corsie da Coudoux (allacciamento con la A7) a Cagnes-sur-Mer.
- 2x4 corsie da Cagnes-sur-Mer a Saint-Laurent-du-Var (la strada entra nella conurbazione di Nizza).
- 2x2 corsie o 2x3 corsie in alternanza da Saint-Laurent-du-Var alla galleria Ricard (Roccabruna).
- 2x2 corsie dalla galleria Ricard a Mentone (confine con l'Italia).
- I due ultimi tratti hanno in tutto 15 gallerie. Vige il limite di velocità di 110 km/h nelle gallerie (70 km/h per i mezzi pesanti).

## Traffico
La strada è soggetta a traffico pesante per tutto l'anno ed è particolarmente congestionata a luglio e agosto (soprattutto tra Antibes e Nizza). Ne risulta che siano stati adottati schemi di gestione del traffico simili a quelli usati sul Boulevard Péripherique di Parigi, nel tratto tra il Var e Nizza Ovest. Il tratto che attraversa i massicci dei Maures e dell'Esterel è a rischio di incendio boschivo durante l'estate.

## Percorso
| Autoroute A8 La Provençale |                                                                                                |      |      |                |
| Tipo                       | Indicazione                                                                                    | km   | Area | Strada europea |
|                            | Genova Confine di Stato - Italia Ventimiglia 6 km Cima Giralda (162 m)                         | 0    | IM   |                |
|                            | Peyronnet (140 m)                                                                              | 0,7  | 06   |                |
|                            | Castellar (600 m)                                                                              | 2,5  | 06   |                |
|                            | 59 - Menton Menton Sospel                                                                      | 3,8  | 06   |                |
|                            | Sainte-Lucie (150 m)                                                                           | 4,8  | 06   |                |
|                            | Col de Garde (230 m)                                                                           | 5,8  | 06   |                |
|                            | La Coupière (815 m)                                                                            | 7,6  | 06   |                |
|                            | 58 - Roquebrune Monaco Roquebrune-Cap-Martin Beausoleil La Turbie Èze Solo da e per l'Italia   | 9,6  | 06   |                |
|                            | Ricard (440 m)                                                                                 | 10,0 | 06   |                |
|                            | Aire de Beausoleil Solo in direzione est                                                       | 12,9 | 06   |                |
|                            | Col de Guerre (350 m)                                                                          | 13,4 | 06   |                |
|                            | Aire de La Scoperta Solo in direzione ovest                                                    | 13,8 | 06   |                |
|                            | Gare de Péage de La Turbie                                                                     | 16,1 | 06   |                |
|                            | 57 - La Turbie La Turbie Roquebrune-Cap-Martin Solo da e per Marsiglia                         | 16,1 | 06   |                |
|                            | 56 - Monaco Monaco Cap-d'Ail Beausoleil Solo da e per Marsiglia                                | 16,8 | 06   |                |
|                            | Rosti (230 m)                                                                                  | 20,6 | 06   |                |
|                            | 55 - Nice-Est Nice-Centre Nice-L'Ariane Le Port Saint-André La Trinité Traffico verso l'Italia | 22,9 | 06   |                |
|                            | Paillon (400 m) Solo in direzione est                                                          | 23,1 | 06   |                |
|                            | 55 - Nice-Est Nice-L'Ariane Le Port La Trinité Saint-André Traffico verso Marsiglia            | 23,9 | 06   |                |
|                            | La Baume (350 m)                                                                               | 24   | 06   |                |
|                            | Cap de Croix (300 m)                                                                           | 24,6 | 06   |                |
|                            | 54 - Nice-Nord Nice-Quartiers-Nord                                                             | 26,1 | 06   |                |
|                            | Las Planas (1.100 m)                                                                           | 26,6 | 06   |                |
|                            | Pessicart (550 m)                                                                              | 28,1 | 06   |                |
|                            | Saint-Pierre de Féric (220 m)                                                                  | 29   | 06   |                |
|                            | Canta-Galet (600 m)                                                                            | 30,4 | 06   |                |
|                            | 52 - Nice-Saint-Isidore Digne-les-Bains Grenoble Carros                                        | 33,5 | 06   |                |
|                            | Gare de Péage de Nice-Saint-Isidore I Solo in direzione est                                    | 33,6 | 06   |                |
|                            | Gare de Péage de Nice-Saint-Isidore II Solo in direzione ovest                                 | 34,6 | 06   |                |
|                            | 51.1 - Grenoble-Digne Mercantour Solo in direzione est                                         | 35,5 | 06   |                |
|                            | 51 - Nice-Saint-Augustin Aéroport Nice-Cóte d'Azur                                             | 37,2 | 06   |                |
|                            | 50 - Nice-Promenade des Anglais Nice-Centre Solo in direzione est                              | 38,3 | 06   |                |
|                            | 49 - Saint-Laurent-du-Var                                                                      | 38,6 | 06   |                |
|                            | 48 - Cagnes Cagnes-sur-Mer Vence Solo in direzione ovest                                       | 42,3 | 06   |                |
|                            | 47 - Villeneuve-Loubet Villeneuve-Loubet Solo in direzione ovest                               | 43,9 | 06   |                |
|                            | 46 - Villeneuve-Loubet Plage Solo in direzione est                                             | 46,3 | 06   |                |
|                            | 44 - Juan-les-Pins Antibes Vallauris Juan-les-Pins                                             | 50,9 | 06   |                |
|                            | Gare de Péage d'Antibes                                                                        | 52,8 | 06   |                |
|                            | Aire des Bréguières Nord Solo in direzione ovest                                               | 55,4 | 06   |                |
|                            | Aire des Bréguières Sud Solo in direzione est                                                  | 55,4 | 06   |                |
|                            | Aire du Piccolaret Solo in direzione est                                                       | 57,9 | 06   |                |
|                            | 42 - Mougins Cannes-Centre Grasse Le Cannet Mougins Mouans-Sartoux                             | 58,8 | 06   |                |
|                            | 41 - La Bocca Cannes-Ouest Cannes-La Bocca Mandelieu-Est Aéroport Cannes-Mandelieu             | 64,2 | 06   |                |
|                            | 40 - Mandelieu Mandelieu-Centre La Napoule Théoule-sur-Mer                                     | 66,5 | 06   |                |
|                            | 39 - Fayence Les Adrets-de-l'Estérel                                                           | 78,1 | 83   |                |
|                            | Aire de l'Estérel Solo in direzione est                                                        | 81,6 | 83   |                |
|                            | 38 - Fréjus Saint-Raphaël Fréjus-Centre Solo in direzione ovest                                | 89,4 | 83   |                |
|                            | Gare de Péage du Capitou                                                                       | 91   | 83   |                |
|                            | 38 - Fréjus Fréjus - Saint-Raphaël Solo in direzione est                                       | 91,3 | 83   |                |
|                            | 37 - Roquebrune-sur-Argens Fréjus-Ouest Puget-sur-Argens                                       | 94,7 | 83   |                |
|                            | Aire du Canaver Solo in direzione ovest                                                        | 96   | 83   |                |
|                            | Aire de Jas Pellicot Solo in direzione est                                                     | 96   | 83   |                |
|                            | 36 - Draguignan Saint-Tropez Le Muy Les Arcs Vidauban Sainte-Maxime                            | 106  | 83   |                |
|                            | Aire de Vidauban Nord Solo in direzione ovest                                                  | 117  | 83   |                |
|                            | Aire de Vidauban Sud Solo in direzione est                                                     | 117  | 83   |                |
|                            | Toulon - Le Luc Hyères                                                                         | 124  | 83   |                |
|                            | Aire de Candumy Solo in direzione ovest                                                        | 138  | 83   |                |
|                            | Aire de Roudaï Solo in direzione est                                                           | 138  | 83   |                |
|                            | 35 - Brignoles Brignoles Le Val                                                                | 150  | 83   |                |
|                            | Aire de Cambarette Nord Solo in direzione ovest                                                | 156  | 83   |                |
|                            | Aire de Cambarette Sud Solo in direzione est                                                   | 157  | 83   |                |
|                            | 34 - Saint-Maximin Saint-Maximin-la-Sainte-Baume Auriol                                        | 165  | 83   |                |
|                            | Aire de Barcelone Solo in direzione est                                                        | 171  | 83   |                |
|                            | Aire de Saint-Hilaire Solo in direzione ovest                                                  | 172  | 83   |                |
|                            | 33 - Pourrières Pourrières Trets Solo in direzione ovest                                       | 177  | 83   |                |
|                            | Aire de L'Arc Solo in direzione est                                                            | 186  | 13   |                |
|                            | Aire de Rousset Solo in direzione ovest                                                        | 186  | 13   |                |
|                            | Aubagne - Marseille-Est                                                                        | 193  | 13   |                |
|                            | Gare de Péage de La Barque                                                                     | 195  | 13   |                |
|                            | 32 - Gardanne Gardanne Fuveau Meyreuil                                                         | 195  | 13   |                |
|                            | Langesse (120 m)                                                                               | 198  | 13   |                |
|                            | 31 - Aix-Val Saint-André                                                                       | 202  | 13   |                |
|                            | 30 - Aix-Centre Aix-Pont de l'Arc Solo in direzione ovest                                      | 204  | 13   |                |
|                            | 30b - Aix-Pont de l'Arc Solo in direzione est                                                  | 204  | 13   |                |
|                            | 30a - Les Milles-Luynes Solo in direzione est                                                  | 204  | 13   |                |
|                            | Gap - Avignon Marseille-Les Milles Solo in direzione ovest                                     | 205  | 13   |                |
|                            | 29 - Aix-Ouest Gap Aix-Centre Solo in direzione est                                            | 208  | 13   |                |
|                            | Aire de Ventabren Nord Solo in direzione ovest                                                 | 215  | 13   |                |
|                            | Aire de Ventabren Sud Solo in direzione est                                                    | 215  | 13   |                |
|                            | Marseille 28 - Coudoux Miramas Fos Solo in direzione ovest                                     | 221  | 13   |                |
|                            | Avignon - Lyon                                                                                 | 224  | 13   |                |

## Date di apertura dell'A8
- 1956: Creazione dell'Escota, una compagnia che doveva prendersi in carico tutti i tratti tra Aix-en-Provence e la frontiera italiana.
- 1961: Apertura del tratto a pagamento tra Fréjus e Mandelieu-la-Napoule fino a Cagnes-sur-Mer.
- 1969: Apertura del tratto a pagamento tra Roccabruna e la frontiera italiana.